# Lacombe Lucien
Lacombe, Lucien är en fransk dramafilm från 1974 i regi av Louis Malle och med manus av Patrick Modiano.

## Handling
Filmen utspelar sig i en fransk by under Vichyregimens slutskede och handlar om den unga, obildade bondkillen Lucien Lacombe (Pierre Blaise) som hjälper till på familjens bondgård. Han ansöker en dag om att gå med franska motståndsrörelsen hos en bekant ledande motståndsmedlem, men nobbas på grund av sin unga ålder. I en närliggande stad vandrar han bekymmerslöst på gatan efter ett ärende åt sin mor, trots rådande utegångsförbud, och blir sedd och förd till det franska Gestapos fruktade högkvarter där en brokig skara kollaboratörer, tysk säkerhetstjänst, Vichypoliser och fascistmilis berusat festar och fanatiskt försöker upprätthålla regimen i området trots växande vetskap om att Nazitysklands dagar är räknade. Den nyfikna Lucien låter sig entusiastiskt rekryteras och inleder sin nya roll som medlöpare med att förråda motståndsledaren som nobbade honom. Han bevittnar sen hur denne torteras som följd av hans angiveri, men förblir trots det känslomässigt oberörd. Istället börjar han i vardagen utnyttja sin nyfunna maktposition och sin titel som "tysk polis" allt oftare, och deltagar i diverse gripanden av motståndare. Lucien blir en dag förälskad i France Horn (Aurore Clément), en judisk flicka vars familj gömt sig för att undgå deportation. Frances far, en berömd lokal skräddare, har skonats på nåder och lever under konstant hot av Luciens högre Gestapokumpan som bestulit och utpressar familjen för egen vinning. Utan att bry sig om det börjar Lucien snart att inkräkta och på fritiden tvinga sig på hos familjen, som redan traumatiserade lever i rädsla under den nazistiska terrorn som nu även deras nya gäst tjänar.

## Rollista i urval
| Pierre Blaise     | – Lucien Lacombe |
| Aurore Clément    | – France Horn    |
| Therese Giehse    | – Bella Horn     |
| Holger Löwenadler | – Albert Horn    |

## Om filmen
Filmen nominerades till både Oscar och Golden Globe för bästa utländska film 1975 och vann fyra andra priser. Kritikerna var till största delen positiva till filmen och den fick mycket beröm.